# Imbsenburg

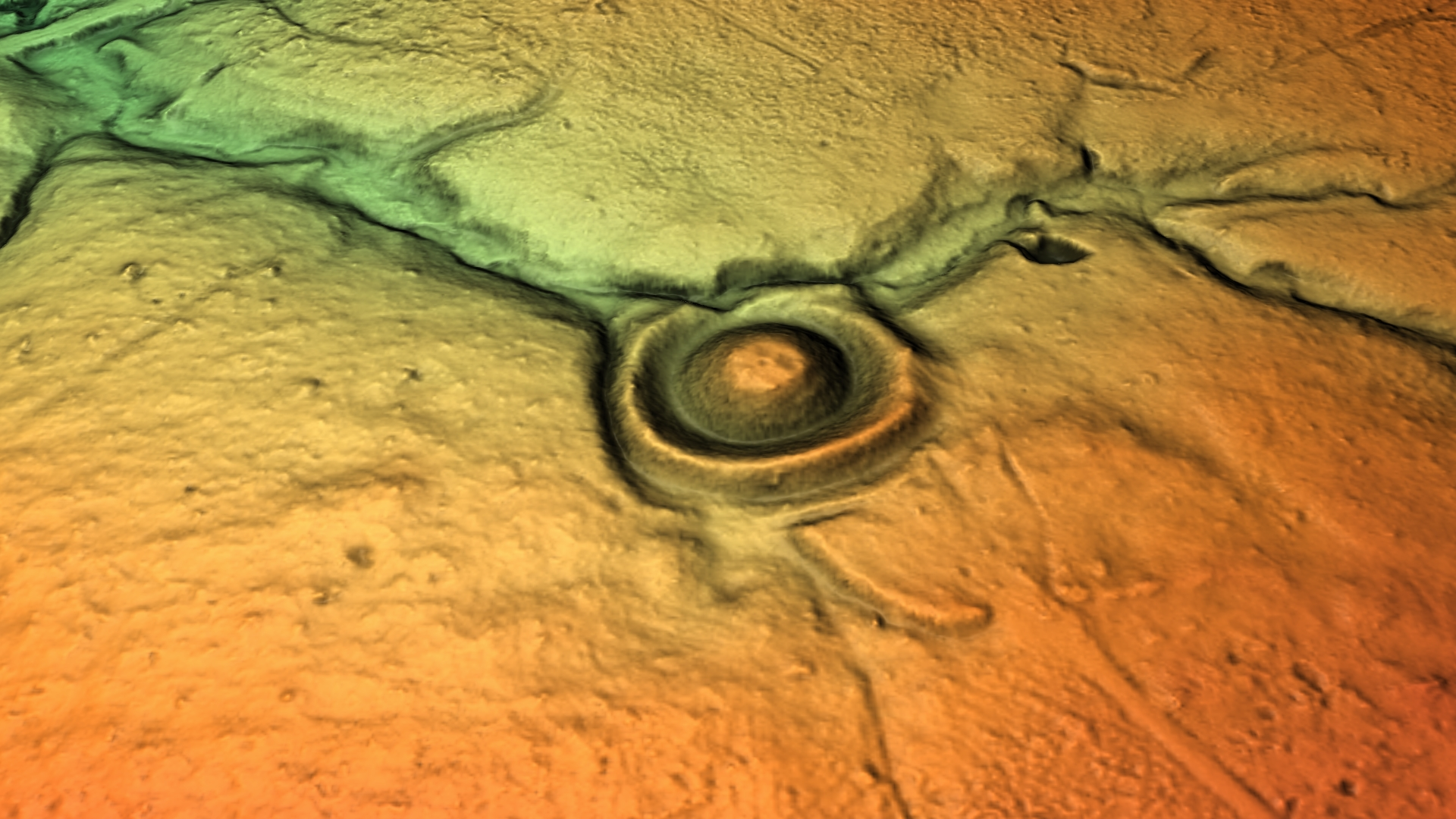
3D-Ansicht des digitalen Geländemodells

Die Imbsenburg, auch Burg Östinghusen oder Oystinckhusen genannt, ist eine abgegangene Turmhügelburg (Motte) bei Paderborn-Wewer in Nordrhein-Westfalen.

## Lage
Ihre Reste liegen etwa 1000 Meter westlich des Gutes Wilhelmsburg im Sammtholz.

## Geschichte
Die Anlage war im Spätmittelalter vom Stift Heerse an das Ministerialengeschlecht von Brobeck verlehnt. Dem Namen Oystinckhusen nach war die Burg Bestandteil einer gleichnamigen heute wüsten Siedlung. Das Lehen umfasste denn auch neben dem „Amtshof“ von 10 Hufen auch sieben abhängige Höfe und es finden sich im umgebenden Wald Spuren der Wölbäcker des Ortes. Nach dem Fund eines vergoldeten Bronzebeschlags wird eine Besiedlung des Ortes seit der zweiten Hälfte des 8. Jahrhunderts vermutet.
1608 gab Wilhelm von Krevet in einem Rechtsstreit mit der Stadt Salzkotten an, dass die Krevet das Amt „Oistinghusen“ „vur 5, 10, 20, 30, 50, 100 vnnd mehr Jahren ruhig beseßen“ haben.
Der Name Imbsenburg ist eine neuere Namensgebung, die wahrscheinlich auf die Familie von Imbsen zurückgeht. Die Familie von Imbsen war gemeinsam mit der Familie von Brenken nach der Auflösung des Stift Heerse im Jahr 1810 zeitweise mit dem Sammtholz belehnt worden. 1608 wurde die vor 1401 zerstörte Burganlage einfach „an der Burg“ genannt.
Heute werden die Flächen von Burg und Wüstung als Wald genutzt.

## Beschreibung
Sie besteht aus einem 15 × 20 Meter großen und knapp acht Meter hohem Turmhügel an der nordwestlichen Ecke einer ungefähr rechteckigen Vorburg. Die Wälle der Vorburg und des Turmhügels grenzen im Norden und Westen an eine Bachschlucht. In der nordwestlichen Ecke der Vorburg befand sich eine Zisterne. Das Bachbett ist nahe der Imbsenburg aufgestaut gewesen, sodass eine Annäherung an die Burg von zwei Seiten deutlich erschwert war. Die Wälle und Gräben der Imbsenburg sind teilweise erhalten und gut erkennbar.